# 나폴레옹 빅토르 보나파르트
나폴레옹 빅토르 제롬 프레데리크 보나파르트(프랑스어: Napoléon Victor Jérôme Frédéric Bonaparte, 1862년 7월 18일 ~ 1926년 5월 3일)는 자신의 지지자들에 의해 나폴레옹 5세로 불렸던 프랑스 왕위 계승자이다. 1879년부터 1926년까지 보나파르트가 수장이었다.